# Maria José Sevilla
Maria José Sevilla Salvador  (Madrid, 1949) es una cocinera y  escritora española experta en la gastronomía y viticultura hispana. Ha desarrollado su carrera profesional en el Reino Unido donde ha sido la primera persona española en obtener el diploma «The Wine and Spirit Education Trust».

## Trayectoria
Nació en Madrid, de ascendencia navarra y aragonesa.
Se inició muy pronto en el mundo de la gastronomía, y muy pronto también estableció su residencia en Londres, donde ha desarrollado la mayor parte de su vida profesional, aunque en la actualidad comparte esa residencia con la Sierra de Aracena (Sevilla).
En 1989 publicó el libro Life and Food in the Basque Country donde recorre las diferentes áreas del País Vasco y cómo sus habitantes reflejan en su gastronomía las peculiaridades de identidad de cada una de ellas. Siguieron otros libros, Spain on a Plate: Spanish Regional Cookery (1992). Mediterranean Flavours. Savouring the Sun (1997).
Durante años estuvo al frente del departamento «Foods and Wines from Spain», dependiente del Instituto de Comercio Exterior de España (ICEX) en Londres, ejerciendo como analista de mercado y asesorando a las empresas  españolas en el sector de la alimentación  interesadas en exportar o implantarse en el mercado británico. Ha ejercido como guionista y presentadora de programas gastronómicos en la televisión británica. El año de los Juegos olímpicos de Barcelona 1992, el ICEX junto con la BBC de Londres crearon una serie de seis episodios para introducir al público británico en la comida regional española. El programa fue denominado "Spain on a Plate" y fueron escritos y presentados los seis episodios por María José Sevilla. Además de su actividad en el Reino Unido, participó en actividades y presentaciones en Estados Unidos, Australia, Canadá, Japón.  
Su nombre aparece en la lista de chefs visitantes en el "Culinary Institute of América" en Graystone, California. [1] 
En noviembre de 2019 presentó en Londres su primer libro publicado enteramente en inglés: Delicioso: A history of Food in Spain en el que explora, desde diferentes perspectivas, las variadas influencias históricas de la gastronomía en España. Ahonda en el contexto histórico de la comida española, como amalgama de sabores, culturas e ingredientes. El libro cuenta con un centenar de ilustraciones, la mayoría fotografías.

Según sus palabras en una entrevista de la agencia EFE:   
Trato de escribir sobre una de las cosas que más me gustan de mi país, la historia y la alimentación; cómo nos gusta relacionarnos y cómo usamos la gastronomía como un arte social. 

En realidad, la cocina española, como tal, no existe. Lo que existe son maravillosas cocinas, con distintos nombres de las zonas de donde provienen. Unas son más complejas, otras más sencillas pero todas forman parte de nuestro legado cultural.
Este libro forma parte de la serie «Foods and Nations», de la editorial Reaction Books.

## Obras
- Life and Food in the Basque Country (Weidenfeld and Nicolson, 1989)[9]
- Spain on a Plate: Spanish Regional Cookery (1992)[5]
- Mediterranean Flavours. Savouring the Sun 1997, Editor: Pavilion (1709)
- Delicioso: A history of Food in Spain. 2019.  ISBN 978 1 78914 137 5.[10]

## Reconocimientos
- María José Sevilla es miembro de la British Guild of Food Writers.
- Miembro de la Gran Orden de los Caballeros del Vino (el más alto reconocimiento de expertos en la materia).
- Es poseedora del Diploma of  The Wine and Spirit Education Trust.